# Buichi Saitō
Pour les articles homonymes, voir Saito.
Buichi Saitō (斎藤武市, Saitō Buichi), né le 27 janvier 1925 et mort en janvier 2011, est un réalisateur et un scénariste japonais.

## Biographie
Buichi Saitō a réalisé 76 films et est l'auteur de cinq scénarios entre 1956 et 1990.

## Filmographie partielle

### Assistant-réalisateur
- 1955 : La lune s'est levée (月は昇りぬ, Tsuki wa noborinu?) de Kinuyo Tanaka

### Réalisateur

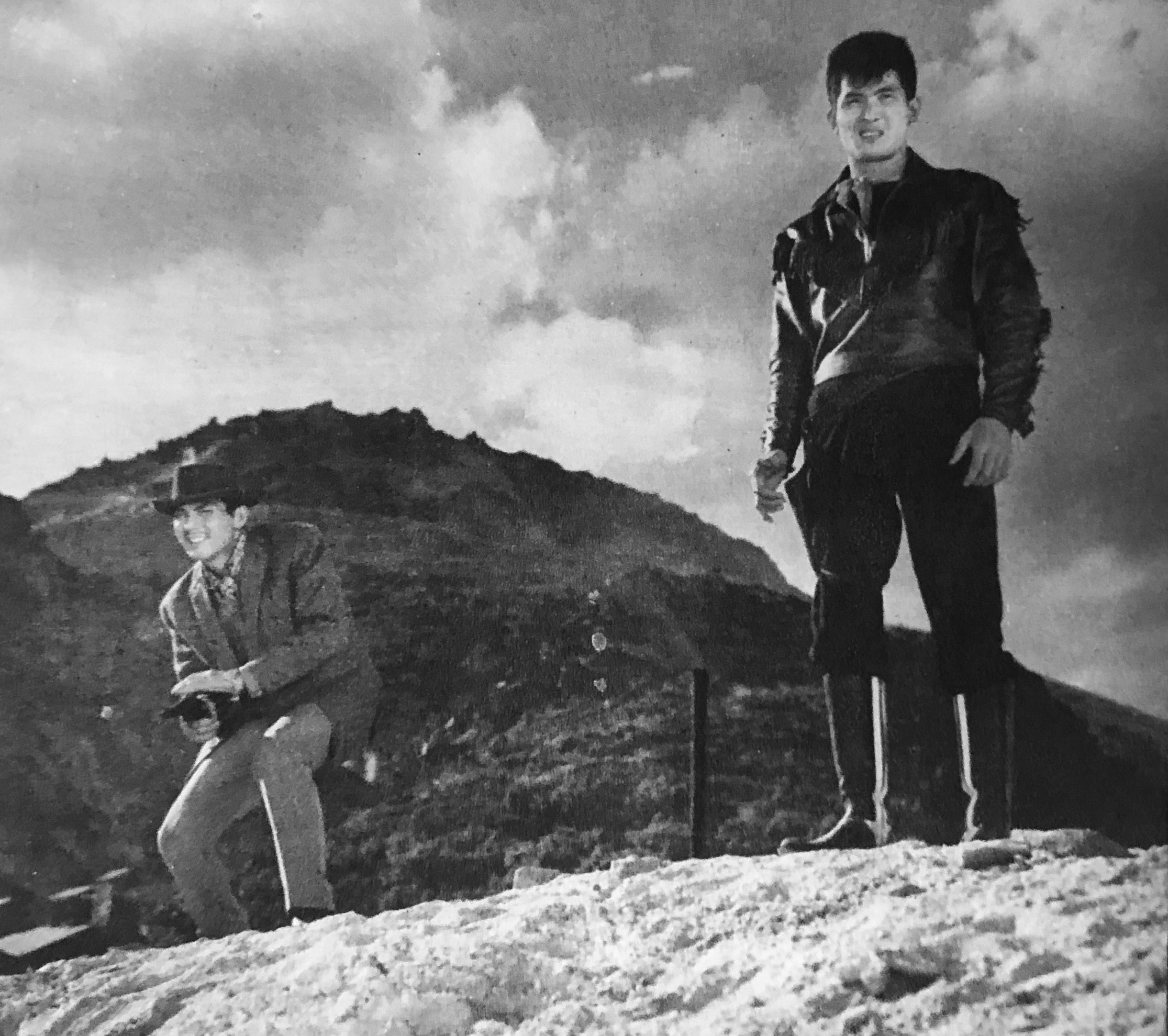
Joe Shishido et Akira Kobayashi dans Daisogen no wataridori (1960).

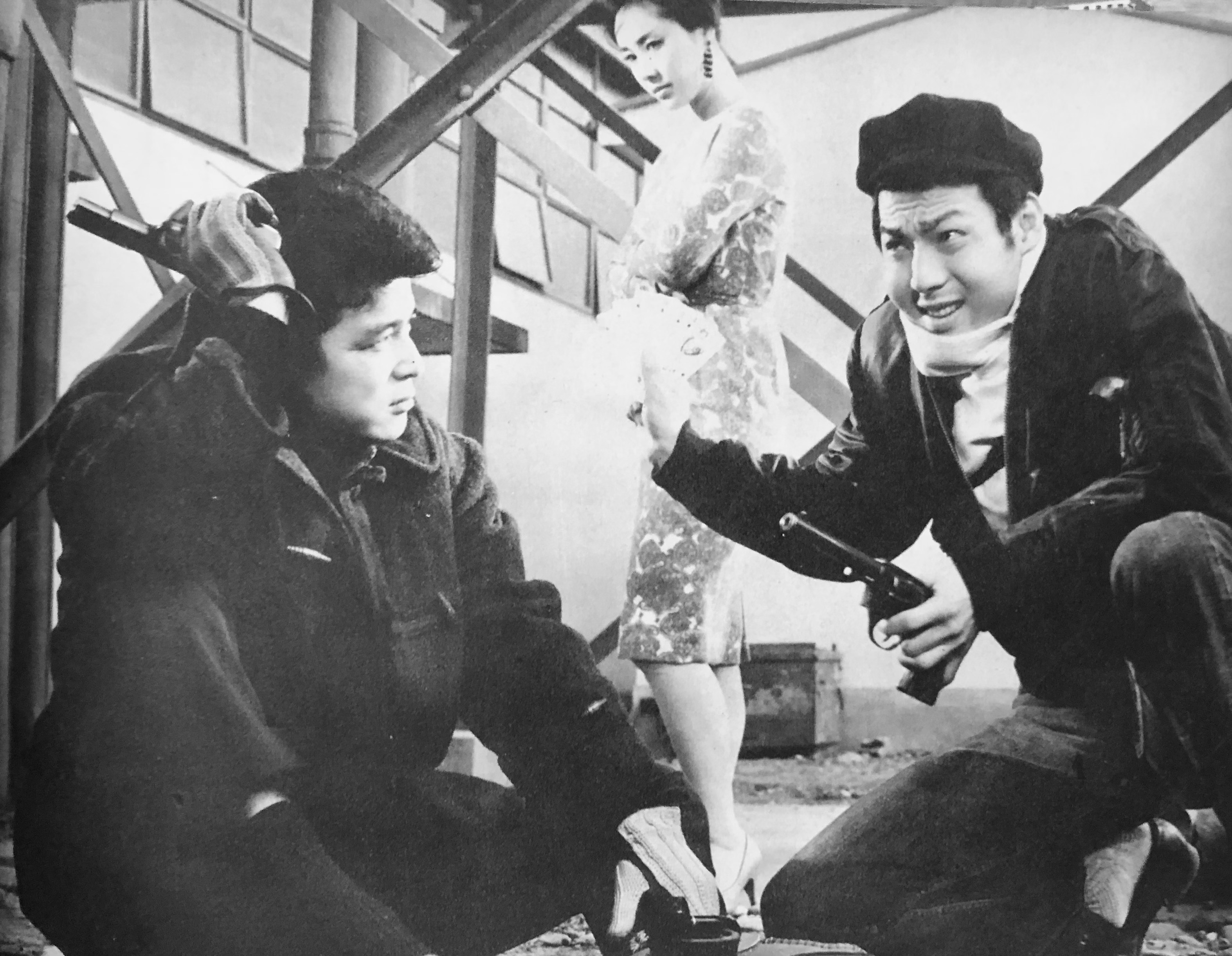
Hideaki Nitani et Joe Shishido dans Profession vaurien (1961).

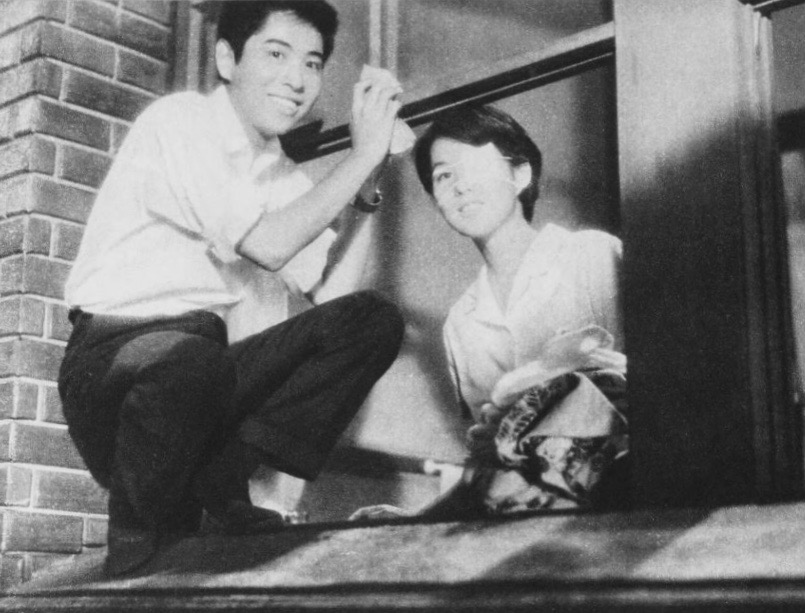
Mitsuo Hamada et Sayuri Yoshinaga dans Ai to shi o mitsumete (1964).

Affiche du film Koi no highway (1967).

- 1956 : Ai wa furu hoshi no kanata ni (愛は降る星のかなたに?)
- 1957 : Joshiryōsai (女子寮祭?)
- 1957 : Shiroi natsu (白い夏?)
- 1957 : Tōge (峠?)
- 1958 : Shiroi akuma (白い悪魔?)
- 1958 : Chi to ai no shuppatsu (知と愛の出発?)
- 1959 : Kawaii onna (かわいい女?)
- 1959 : Retour impossible (南国土佐を後にして, Nangoku tosa o ato ni shite?)[2]
- 1959 : Ningyō no uta (人形の歌?)
- 1959 : Guitar o motta wataridori (ギターを持った渡り鳥?)
- 1959 : Hatoba no muhōmono (波止場の無法者?)
- 1960 : Kuchibue ga nagareru minatomachi (口笛が流れる港町?)
- 1960 : Hakugin-jō no taiketsu (白銀城の対決?)[3]
- 1960 : Wataridori itsu mata kaeru (渡り鳥いつまた帰る?)
- 1960 : Tōkyō no abarenbō (東京の暴れん坊?)
- 1960 : Daisogen no wataridori (大草原の渡り鳥?)
- 1960 : Sabita kusari (錆びた鎖?)
- 1961 : Profession vaurien (ろくでなし稼業, Rokudenashi kagyo?)[4]
- 1961 : Suketto kagyō (助っ人稼業?)
- 1961 : Kōgen-ji (高原児?)
- 1961 : Kā-chan umi ga shitteru yo (母あちゃん海が知ってるよ?)
- 1962 : Dai hyōgen (大氷原?)
- 1962 : Moeru minamijūjisei (燃える南十字星?)
- 1962 : Ai to shi no katami (愛と死のかたみ?)
- 1963 : Wakai Tōkyō no yane no shita (若い東京の屋根の下?)
- 1963 : Habu no minato (波浮の港?)
- 1964 : Seijuku suru kisetsu (成熟する季節?)
- 1964 : Asakusa no hi: Odoriko monogatari (浅草の灯 踊子物語?)
- 1964 : Le Joueur (鉄火場破り, Tekkaba yaburi?)[5]
- 1964 : Ai to shi o mitsumete (愛と死をみつめて?)
- 1964 : Uzushio (うず潮?)
- 1965 : Iki ni kanzu (意気に感ず?)
- 1965 : Tosei ichidai (渡世一代?)
- 1965 : Chichi to musume no uta (父と娘の歌?)
- 1966 : Ōzora ni kanpai (大空に乾杯?)
- 1966 : Seishun no otōri: Aishite naite tsuppashire (青春のお通り 愛して泣いて突っ走れ?)
- 1966 : Hone made aishite (骨まで愛して?)
- 1966 : Anata no inochi (あなたの命?)[6]
- 1967 : Fujimi na aitsu (不死身なあいつ?)
- 1967 : Koi no highway (恋のハイウエイ?)
- 1967 : Kimi ga seishun no toki (君が青春のとき?)
- 1967 : Za Supaidasu no gōgō utau mizu sakusen (ザ・スパイダースのゴーゴー向う見ず作戦?)
- 1967 : Kimi wa koibito (君は恋人?)
- 1968 : Sekido o kakeru otoko (赤道を駈ける男?)
- 1968 : Hana no koibitotachi (花の恋人たち?)
- 1969 : Hana hiraku musume tachi (花ひらく娘たち?)
- 1969 : Femme de yakuza (藤田五郎の姐御, Fujita Gorō no anego?)[7]
- 1969 : Bakuto mujō (博徒無情?)
- 1969 : Shuzaya jingi: Tekka midare sakura (朱鞘仁義 鉄火みだれ桜?)[8]
- 1969 : Shuzaya jingi: O inochi chōdai (朱鞘仁義 お命頂戴?)[9]
- 1971 : Gokuaku bōzu: Nomu utsu kau (極悪坊主 飲む打つ買う?)
- 1971 : Kantō kyōdai jingi ninkyō (関東兄弟仁義 仁侠?)
- 1972 : Lady Yakuza : Le Code yakuza (緋牡丹博徒 仁義通します, Hibotan bakuto: jingi tōshi masu?)
- 1972 : Ōkami yakuza: Tomurai wa ore ga dasu (狼やくざ 葬いは俺が出す?)
- 1972 : Baby Cart : L'Âme d'un père, le cœur d'un fils (子連れ狼 親の心子の心, Kozure Ōkami: Oya no kokoro ko no kokoro?)
- 1990 : Ruten no umi (流転の海?)